# Olovo
Olovo é uma cidade e município situado a cerca de 50 km (31 milhas) a nordeste de Sarajevo, Bósnia e Herzegovina.

## Geografia
A cidade está localizada na estrada Sarajevo-Tuzla e está a 50 km a nordeste de Sarajevo. O município tem uma área total de 407,80 km2, fazendo parte do cantão de Zenica-Doboj. Recentemente, tem havido interesse de transferir Olovo como parte do cantão de Sarajevo, no entanto até hoje, Olovo ainda está dentro do cantão Zenica-Doboj. Desde a Idade Média eram conhecidos depósitos de minério de chumbo nas proximidades.

## Demografia
A população conforme os últimos censos era dividida da seguinte maneira:
| Composição étnicaComposicao |         |        |            |        |         |       |            |        |        |       |        |  |  |
| Ano                         | Sérvios | %      | Muçulmanos | %      | Croatas | %     | Iugoslavos | %      | Outros | %     | Total  |  |  |
| 1961                        | 3,635   | 32.07% | 5,903      | 52.09% | 314     | 2.77% | 1,402      | 12.37% |        |       | 11,333 |  |  |
| 1971                        | 3,601   | 23,68% | 10,546     | 69,36% | 930     | 6,11% | 46         | 0,30%  | 80     | 0,55% | 15,203 |  |  |
| 1981                        | 3,349   | 20.49% | 11,593     | 70.94% | 802     | 4.91% | 508        | 3.12%  |        |       | 16,341 |  |  |
| 1991                        | 3,196   | 18,91% | 12,699     | 75,14% | 653     | 3,86% | 282        | 1,67%  |        |       | 16,901 |  |  |
|                             |         |        |            |        |         |       |            |        |        |       |        |  |  |

Não tem havido nenhum censo recente, por isso a população exata não é conhecida, mas acredita-se ser de aproximadamente 12.406 habitantes.
Em 2005, 96% da população do município eram de étnica bósnia.